# NGC 4693
NGC 4693 é uma galáxia espiral (Scd) localizada na direcção da constelação de Draco. Possui uma declinação de +71° 10' 34" e uma ascensão recta de 12 horas, 47 minutos e 09,0 segundos.
A galáxia NGC 4693 foi descoberta em 7 de Abril de 1793 por William Herschel.